# اختم سی‌تابایوف
اختم سی‌تابایوف (روسی: Ахтем Шевкетович Сеитаблаев؛ زادهٔ ۱۱ دسامبر ۱۹۷۲) کارگردان فیلم، بازیگر سینما، بازیگر تئاتر، و کارگردان نمایش اهل اتحاد جماهیر شوروی سوسیالیستی است.